# Elektromagnetisch log
Een elektromagnetisch log is een log dat de vaart meet op basis van de lorentzkracht. Dit type log meet de vaart door het water. Afhankelijk van de opstelling kan ook de dwarsscheepse vaart gemeten worden.
Het log is geplaatst in het vlak onder het schip en wekt daar met een elektromagneet een magnetisch veld op. Zodra positieve ionen en negatieve elektronen in het water in dit veld bewegen, worden zij door de lorentzkracht in tegengestelde richting van elkaar afgebogen, loodrecht op de vaarrichting. De positieve ionen die zich bij een vooruitvarend schip naar achteren bewegen ten opzichte van het log, zijn op te vatten als een elektrische stroom richting het achterschip. Als het magnetisch veld naar boven is gericht, dan is met de kurkentrekkerregel te bepalen dat de positieve ionen afbuigen richting bakboord. Op dezelfde wijze kan bepaald worden dat de negatieve elektronen afbuigen naar stuurboord. Dit resulteert in een elektrische spanning tussen de daar geplaatste contactpunten of pick-ups. Dit potentiaalverschil is een maat voor de vaart over de voorsteven. Daarbij moet wel rekening gehouden worden met de volgstroom waarin de stromingssnelheid lager is dan de vaart.
De permeabiliteit van zout en zoetwater verschilt vrijwel niet, zodat de vaartmeting hierdoor niet noemenswaardig wordt beïnvloed. Om de invloed van andere magnetische velden als het scheepsmagnetisch veld, wordt het magnetisch veld opgewekt met een wisselspanning.